# Indigofera wildiana
Indigofera wildiana är en ärtväxtart som beskrevs av Jan Bevington Gillett. Indigofera wildiana ingår i släktet indigosläktet, och familjen ärtväxter. Inga underarter finns listade i Catalogue of Life.